# Zensberg
Zensberg ist eine Ortschaft in der Gemeinde St. Georgen am Längsee im Bezirk Sankt Veit an der Glan in Kärnten (Österreich). Die Ortschaft hat 3 Einwohner (Stand 1. Jänner 2024). Sie liegt auf dem Gebiet der Katastralgemeinde Launsdorf.

## Lage
Die Ortschaft liegt im Sankt Veiter Hügelland im Zentrum des Bezirks Sankt Veit an der Glan, im Norden der Gemeinde Sankt Georgen am Längsee. Etwa eineinhalb Kilometer westlich der Ortschaft liegt der Längsee, knapp einen Kilometer südwestlich des Orts befindet sich das Schloss Rottenstein.

## Geschichte
Bereits im Jahr 1162 wird Zemsberch urkundlich erwähnt. Der Ortsname leitet sich vom slowenischen Personennamen Sem ab.
Auf dem Gebiet der Steuergemeinde Launsdorf liegend, gehörte der Ort in der ersten Hälfte des 19. Jahrhunderts zum Steuerbezirk Osterwitz. Bei Bildung der Ortsgemeinden im Zuge der Reformen nach der Revolution 1848/49 kam Zensweg an die Gemeinde St. Georgen am Längsee.
Durch ein Erdbeben in der Nacht zum 22. Juni 1920 stürzte die Decke eines Hauses ins Zensberg ein, wodurch vier Personen starben.

## Bevölkerungsentwicklung
Für die Ortschaft zählte man folgende Einwohnerzahlen:
- 1869: 5 Häuser, 38 Einwohner[5]
- 1880: 5 Häuser, 27 Einwohner[6]
- 1890: 1 Haus, 3 Einwohner[7]
- 1900: 1 Haus, 2 Einwohner[8]
- 1910: 1 Haus, 2 Einwohner[9]
- 1923: 1 Haus, 6 Einwohner[10]
- 1934: 8 Einwohner[11]
- 1961: 1 Haus, 0 Einwohner[12]
- 2001: 0 Gebäude; 0 Einwohner und 0 Nebenwohnsitzfälle; 0 Haushalte; 0 Arbeitsstätten, 0 land- und forstwirtschaftliche Betriebe[13]
- 2011: 1 Gebäude, 4 Einwohner, 1 Haushalt, 0 Arbeitsstätten[14]
- 2021: 1 Gebäude, 3 Einwohner, 1 Haushalt, 0 Arbeitsstätten[15]